# Jean d’Estrées (1666–1718)
Jean III d’Estrées (ur. 1666 w Paryżu, zm. 3 marca 1718 tamże) – francuski duchowny i dyplomata.
Jego ojcem był hrabia Jean d’Estrées (1624-1707) admirał i marszałek Francji, a także gubernator Nantes, stryjem kardynał César d’Estrées, a starszym bratem minister floty Victor Marie d’Estrées.
Jean III obrał drogę kariery duchownej. Został opatem (abbé). Do roku 1704 pełnił funkcję francuskiego ambasadora w Hiszpanii.
Gdy władzę przejął w 1716 roku regent Filip II Burbon-Orleański został członkiem rady spraw zagranicznych (Conseil des Affaires Etrangères). Później także arcybiskupem Cambrai. Od 1711 r. był członkiem Akademii Francuskiej (fotel 1).